# Kevin Diks
Kevin Diks (* 6. Oktober 1996 in Apeldoorn) ist ein indonesisch-niederländischer Fußballspieler, welcher meist als rechter Außenverteidiger eingesetzt wird. Er spielt in Deutschland bei Borussia Mönchengladbach. Zudem war Diks Nachwuchsnationalspieler der Niederlande und aktuell A-Nationalspieler von Indonesien.

## Karriere

### Verein
Kevin Diks, dessen Mutter Molukkin und dessen Vater Niederländer ist, wurde in Apeldoorn, etwa 80 Kilometer von der deutschen Grenze entfernt, geboren und spielte anfänglich bei VIOS Vaassen sowie bei AGOVV Apeldoorn, bevor er in die Akademie von Vitesse Arnheim kam. Er kam am 24. August 2014 im Alter von 17 Jahren zu seinem Profidebüt. Bei der 1:2-Niederlage im Spiel in der Eredivisie gegen PEC Zwolle wurde Diks von Trainer Peter Bosz über die gesamte Spielzeit eingesetzt. Bereits in seiner ersten Saison kam er mit 22 Partien regelmäßig im Ligaalltag zum Einsatz und stand hierbei auch in davon 20 Spielen in der Startformation. Kevin Diks und sein Verein erreichten die ligainternen Play-offs um die Teilnahme am europäischen Wettbewerb und setzten sich dort im Halbfinale gegen Zwolle durch, ehe sie im Endspiel auch den SC Heerenveen bezwingen konnten und sich somit für die UEFA Europa League qualifizieren. In der darauffolgenden Saison gelang ihm der Durchbruch, als er sich einen Stammplatz als rechter Außenverteidiger erkämpfen konnte. Sein erstes Tor für Vitesse Arnheim erzielte Diks am 4. Oktober 2015 beim 5:0-Sieg gegen den FC Groningen. In der 61. Minute erzielte er das zwischenzeitliche 2:0. Die Einsätze auf internationaler Ebene waren früh beendet, denn Vitesse Arnheim schied in der dritten Qualifikationsrunde zur Europa League gegen den FC Southampton aus. In der Meisterschaft bewegte sich der Verein lange Zeit erneut auf einem Platz für die Teilnahme an den Play-offs, doch mit Platz neun wurde die erneute Teilnahme am europäischen Wettbewerb verpasst.
Im Sommer 2016 wurde Kevin Diks vom AC Florenz verpflichtet. Beim 5:3-Sieg gegen Cagliari Calcio wurde er von Trainer Paulo Sousa in der 88. Minute für Cristian Tello eingewechselt. Weil Diks nur noch ein weiteres Mal zum Einsatz kam, wurde er für die Rückrunde an seinen ehemaligen Verein Vitesse Arnheim ausgeliehen. Vorläufig zurück, war er wieder Stammspieler als rechter Außenverteidiger. Mit Vitesse gewann Kevin Diks den KNVB-Beker, nachdem im Finale im De Kuip in Rotterdam AZ Alkmaar mit 2:0 geschlagen werden konnte.
In der Sommerpause 2017 kehrte er nicht zum AC Florenz zurück, sondern wurde vom niederländischen Meister Feyenoord Rotterdam für die Saison 2017/18 ausgeliehen. Bei den Rotterdamern stand Diks bei seinen meisten Ligaeinsätzen in der Startformation, fand sich aber nicht selten auch auf der Bank wieder. Genau wie im vorangegangenen Jahr mit den Arnheimern gewann er auch mit Feyenoord den KNVB-Beker und wieder war der Finalgegner AZ. Das Endspiel im heimischen Stadion konnten Kevin Diks und Feyenoord Rotterdam mit 3:0 gewinnen. Zudem spielte er mit seinem Verein in der UEFA Champions League, schieden dort allerdings in der Gruppenphase aus. Diks' Leihvertrag lief aus und wurde nicht verlängert, weshalb er Rotterdam wieder verlassen musste. In Florenz kam er weiterhin nicht zum Einsatz, zumal er sich eine Verletzung zuzog. Kevin Diks wurde an den FC Empoli verliehen, doch auch hier spielte er nicht, ebenfalls konnte er auch in Empoli teils aus gesundheitlichen Gründen nicht spielen.
Anfang September 2019 hatte der AC Florenz ihn bis zum Saisonende nach Dänemark an Aarhus GF verliehen. Da Diks verletzt zum Verein stieß, hatte er erst am 31. Oktober 2019 beim 1:0-Sieg im dänischen Pokal gegen Odense BK sein erstes Spiel für den Verein aus Aarhus machen können. Aarhus GF erreichte die Meisterrunde und erst da kam Kevin Diks regelmäßig zum Einsatz. Ende August 2020 wurde der Leihvertrag bis Sommer 2021 verlängert. Diks hatte sich in der vorangegangenen Saison mit Aarhus für die erste Qualifikationsrunde zur UEFA Europa League qualifiziert und dort setzten sie sich gegen den FC Honka Espoo durch – für diese Partie hatte er keine Spielberechtigung –, doch in der zweiten Qualifikationsrunde schieden sie gegen NS Mura aus. Mit der Zeit stieg er zum Stammspieler auf und qualifizierte sich mit Aarhus GF erneut für die Meisterrunde, in der er sich torgefährlich zeigte. Hierbei schoss Kevin Diks vier Tore und qualifizierte sich mit seinem Verein für das ligainterne Entscheidungsspiel um die Teilnahme am europäischen Wettbewerb, wo die Aarhuser nach Elfmeterschießen gegen Aalborg BK gewannen. Der Leihvertrag lief aus, woraufhin er dann Aarhus verlassen musste.
Diks verließ daraufhin endgültig den AC Florenz und blieb in Dänemark, wo er einen Vertrag bis Sommer 2025 beim FC Kopenhagen erhielt. War er an den ersten sechs Spieltagen des Öfteren Einwechselspieler, war er bald Stammspieler, wobei er hierbei anfänglich als rechter Außenverteidiger und dann zwischenzeitlich als rechter Mittelfeldspieler eingesetzt wurde, in der Meisterrunde aber ausschließlich als Abwehrspieler auf der linken Außenbahn fungierte. Mit dem FC Kopenhagen gewann er die dänische Meisterschaft, zudem erreichte er mit dem Hauptstadtverein das Achtelfinale in der neuen UEFA Europa Conference League, wo man gegen den PSV Eindhoven ausschied. 2023 gewann Kevin Diks mit den Kopenhagenern das Double aus dem verteidigten Meistertitel und dem dänischen Pokal. Zudem hatte er in dieser Saison mit seinem Verein die Gruppenphase in der Champions League erreicht und traf dort auf Borussia Dortmund, den FC Sevilla sowie auf Manchester City, wobei letztere im späteren Turnierverlauf auch den Titel im Wettbewerb holen konnten. Dabei schied der FCK ohne einen einzigen Sieg aus dem Wettbewerb aus. In der Liga war Kevin Diks zeitweise Einwechselspieler und zeitweise in der Startelf. In der Folgesaison konnte der Verein in der „Königsklasse“ das Achtelfinale erreichen, nachdem sie in einer Gruppe mit dem FC Bayern München, Galatasaray Istanbul und Manchester United den zweiten Platz holen konnten – darunter mit einem Punktgewinn in der Münchner Allianz Arena sowie einem 4:3-Heimerfolg gegen „ManUtd.“ –, und schieden dort erneut gegen die „Citizens“ aus. In seinem dritten Jahr in Kopenhagen war Diks fester Bestandteil der Abwehr, wobei er als linker Außenverteidiger oder als Innenverteidiger auflief. Die Titelverteidigung gelang allerdings weder in der Liga noch im dänischen Pokal.
Zum 1. Juli 2025 wechselte Kevin Diks in die deutsche Bundesliga zu Borussia Mönchengladbach, wo er einen Vertrag bis zum 30. Juni 2030 erhielt.

### Nationalmannschaft
Kevin Diks war in den Altersklassen U19, U20 und U21 Nachwuchsnationalspieler der Niederlande, entschied sich aber im Oktober 2024 für Indonesien und gab am 15. November 2024 bei der 0:4-Niederlage in der asiatischen WM-Qualifikation gegen Japan sein Debüt für die Nationalmannschaft der Indonesier.

## Erfolge
- Niederländischer Pokalsieger: 2017, 2018
- Niederländischer Superpokalsieger: 2018
- Dänischer Meister: 2022, 2023, 2025
- Dänischer Fußballpokal: 2022/23, 2024/25